# Royaume d'Ebrauc
Le royaume d'Ebrauc était un royaume britannique établi autour d'York après l'abandon romain de la province de Bretagne.

## Histoire
Le royaume d'Ebrauc est issu de la partition du « Royaume du Nord » entre les héritiers de Arthwys mab Mar mab Ceneu mab Coel. L'un des fils d'Arthwys; Elydir Gosgorddvawr (c'est-à-dire: A la grande Armée) vers 525-555, hérite d'Ebrauc.
Il a pour successeurs ses deux fils Peredur mab Eliffer et Gwrgi mab Eliffer qui règnent conjointement vers 555-580. À la suite de la révolte des Angles d'Aella qui s'emparent du rocher de Bamburgh (Dun Guaroy) ils sont vaincus et tués à un endroit nommé « Caer Glen » vers 580.
Peu après le royaume d'Ebrauc est absorbé par le royaume de Angles de Deira et son dernier roi Gwrgant Gwron un fils de Peredur est obligé de s'enfuir.

## Source
- Christian Y.M Kerboul  Les Royaumes Brittoniques au Très Haut Moyen Age Éditions du Pontig (Sautron 1997)  (ISBN 2951031033).